# Sacrifice (Elton John)
Sacrifice is een nummer van de Britse zanger Elton John uit 1989. Het is de tweede single van zijn 22e studioalbum Sleeping with the Past.
De single werd een wereldwijde hit. In thuisland het Verenigd Koninkrijk en in Frankrijk werd het een nummer 1-hit, en in de Amerikaanse Billboard Hot 100 was het goed voor een 18e positie.
In Nederland werd de plaat veel gedraaid op o.a. Radio 3 en werd een grote hit. De plaat bereikte de 3e positie in zowel de Nederlandse Top 40 als de Nationale Top 100. In België bereikte de plaat de 2e positie in zowel de Vlaamse Ultratop 50 als de Vlaamse Radio 2 Top 30. In de videoclip spelen Chris Isaak en Yasmeen Ghauri de hoofdrol.
Het nummer werd in 2021 gebruikt in een mix van meerdere van Johns nummers, Cold Heart, een samenwerking met Dua Lipa en Pnau.

## NPO Radio 2 Top 2000
| Nummer met noteringen in de NPO Radio 2 Top 2000 | '99 | '00  | '01 | '02  | '03  | '04  | '05  | '06  | '07  | '08  |
| ------------------------------------------------ | --- | ---- | --- | ---- | ---- | ---- | ---- | ---- | ---- | ---- |
| Sacrifice                                        | 629 | 1005 | 815 | 1548 | 1322 | 1409 | 1692 | 1544 | 1983 | 1569 |

1. ↑  Een vetgedrukt getal geeft de hoogste notering aan.
2. ↑  Deze tabel is bijgewerkt tot en met de laatste editie (2024).